# 利米特羅夫島
利米特羅夫島（英語：Limitrophe Island）是南極洲的島嶼，位於昂韋爾島以南1.6公里，處於克里斯廷島以東，長0.8公里，屬於帕默群島的一部分，現時由南極條約體系管理。